# Liste des dames de Montpellier
Cette page présente la liste des dames de Montpellier, qu'elles portent ce titre du fait de leur mariage ou de plein droit.

## Maison de Montpellier (985-1213)
| Portrait | Nom (dates)                                       | Conjoint(s) | Titres | Eléments biographiques |
| -------- | ------------------------------------------------- | --- | --- | --- |
|          | Engelrada                                         | - Guilhem Ier de Montpellier | - Dame de Montpellier | - Petite-fille de Bernard Ier de Melgueil. |
|          | Béliarde                                          | - Guilhem II de Montpellier (mariage en 1022) | - Dame de Montpellier (1025-1059) | - Mère de Guilhem III de Montpellier et de Bernard Guilhem IV de Montpellier. |
|          | Ermengarde de Melgueil (?-1109)                   | - Bernard Guilhem IV de Montpellier (mariage avant 1073) - Raimond d'Anduze                                                                              | - Dame de Montpellier (1068-1085) - Dame d'Anduze (?-1109) | - Princesse de la Maison de Melgueil. Fille de Raymond Ier de Melgueil et de Béatrix du Poitou. - Mère de Guilhem V de Montpellier.                                                                         |
|          | Ermensende de Melgueil (? - après le 5 juin 1156) | - Guilhem V de Montpellier (mariage après 1087) | - Dame de Montpellier (après 1087-1022) - Dame d'Aumelas (1093-1022) | - Princesse de la Maison de Melgueil. Fille de Pierre Ier de Melgueil et d'Almodis de Toulouse. - Mère de Guilhem VI de Montpellier et de Guilhem d'Aumelas.                                                |
|          | Sibylle del Vasto (1109-1172)                     | - Guilhem VI de Montpellier (mariage en août 1129) | - Dame de Montpellier (août 1029-1162) | - Princesse de la Maison Alérame. Fille de Boniface del Vasto et d'Agnès de Vermandois. - Mère de Guilhem VII de Montpellier et de Gui Guerrejat.                                                           |
|          | Mathilde de Bourgogne (1135 - 29 septembre 1173)  | - Guilhem VII de Montpellier (mariage le 25 février 1157)                                                                                                | - Dame de Montpellier (1162-1172) - Baronne d'Aumelas (1168-1171) | - Princesse de la Maison capétienne de Bourgogne. Fille de Hugues II de Bourgogne et de Mathilde de Mayenne. - Mère de Guilhem VIII de Montpellier, de Guillemette de Montpellier et de Guy de Montpellier. |
|          | Eudoxie Comnène (1165- après 1202)                | - Guilhem VIII de Montpellier (mariage en 1174) | - Dame de Montpellier (1174-mai 1187) | - Princesse de la Maison Comnène. Fille d'Isaac Comnène et d'Irène Diplosynadène. - Mère de Marie de Montpellier. - Le mariage se termine par un divorce.                                                   |
|          | Agnès (? - après le 4 novembre 1202)              | - Guilhem VIII de Montpellier (mariage en avril/mai 1187)                                                                                                | - Dame de Montpellier et baronne d'Aumelas (mai 1187-1194) | - Parente de Sancha de Castille, reine d'Aragon. - Mère de Guilhem IX de Montpellier. - Le mariage est déclaré nul par le pape pour bigamie.                                                                |
|          | Marie de Montpellier (1182 - 18 avril 1213)       | - Raymond Geoffroi II de Marseille (mariage en 1192) - Bernard IV de Comminges (mariage en décembre 1197) - Pierre II d'Aragon (mariage le 15 juin 1204) | - Vicomtesse de Marseille (1192) - Comtesse de Comminges (décembre 1197 - 1201) - Reine d'Aragon et comtesse de Barcelone (15 juin 1204 - 18 avril 1213) - Dame de Montpellier et baronne d'Aumelas (de plein droit, 1204 - 18 avril 1213) | - Princesse de la Maison de Montpellier. Fille de Guilhem VIII de Montpellier et d'Eudoxie Comnène. - Mère de Jacques Ier d'Aragon.                                                                         |

## Maison de Barcelone (1213-1349)
| Portrait | Nom (dates)                                | Conjoint(s)                                                                                 | Titres | Eléments biographiques |
| -------- | ------------------------------------------ | ------------------------------------------------------------------------------------------- | --- | --- |
|          | Aliénor de Castille (1202-1244)            | - Jacques Ier d'Aragon (mariage le 6 février 1221)                                          | - Reine d'Aragon, dame de Montpellier et baronne d'Aumelas (6 février 1221 - avril 1229)                                                   | - Princesse de la Maison d'Ivrée. Fille d'Alphonse VIII de Castille et d'Aliénor d'Angleterre. - Le mariage est annulé. |
|          | Yolande de Hongrie (1216 - 9 octobre 1251) | - Jacques Ier d'Aragon (mariage le 8 septembre 1235)                                        | - Reine d'Aragon et de Majorque, dame de Montpellier et baronne d'Aumelas (8 septembre 1235 - 9 octobre 1251)                              | - Princesse de la Maison Árpad. Fille d'André II de Hongrie et de Yolande de Courtenay. - Mère de Yolande d'Aragon, de Constance d'Aragon, de Pierre III d'Aragon, de Jacques II de Majorque et d'Isabelle d'Aragon.        |
|          | Esclarmonde de Foix (1255/61-1315)         | - Jacques II de Majorque (mariage le 12 octobre 1275)                                       | - Reine de Majorque, comtesse de Roussillon et de Cerdagne, dame de Montpellier et baronne d'Aumelas (27 juillet 1276 - 22 novembre 1299)  | - Princesse de la Maison de Foix. Fille de Roger IV de Foix et de Brunissende de Cardona. - Mère de Jacques de Majorque, de Sanche de Majorque, de Ferdinand de Majorque, de Sancia de Majorque et de Philippe de Majorque. |
|          | Marie d'Anjou (1290 - janvier 1347)        | - Sanche de Majorque (mariage le 20 septembre 1304) - Jaime III de Xèrica (mariage en 1326) | - Reine de Majorque, comtesse de Roussillon et de Cerdagne, dame de Montpellier et baronne d'Aumelas (29 mai 1311 - 4 septembre 1324)      | - Princesse de la Maison d'Anjou-Sicile. Fille de Charles II d'Anjou et de Marie de Hongrie. |
|          | Constance d'Aragon (1318-1346)             | - Jacques III de Majorque (mariage le 24 septembre 1336)                                    | - Reine de Majorque, comtesse de Roussillon et de Cerdagne, dame de Montpellier et baronne d'Aumelas (24 septembre 1336 - 1346)            | - Princesse de la Maison de Barcelone. Fille d'Alphonse IV d'Aragon et de Thérèse d'Entença. - Mère de Jacques IV de Majorque et d'Isabelle Ire de Majorque.                                                                |
|          | Yolande de Vilaragut (1320-1372)           | - Jacques III de Majorque (mariage le 10 novembre 1347) - Othon IV de Brunswick-Grubenhagen | - Reine de Majorque, comtesse de Roussillon et de Cerdagne, dame de Montpellier et vicomtesse d'Aumelas (10 novembre 1347 - 13 avril 1349) | - Fille de Berenger de Vilaragut et de Saura de Majorque. |

## Maison d'Évreux-Navarre (1365-1367, 1371-1378, 1381-1383)
| Portrait | Nom (dates)                                       | Conjoint                                             | Titres | Eléments biographiques | Armoiries |
| -------- | ------------------------------------------------- | ---------------------------------------------------- | --- | --- | --------- |
|          | Jeanne de France (24 juin 1343 - 3 novembre 1373) | - Charles II de Navarre (mariage le 12 février 1352) | - Reine de Navarre et comtesse d'Évreux (12 février 1352 - 3 novembre 1373) - Dame de Montpellier (1365-1367, 1371 - 3 novembre 1373) - Lieutenant-général du royaume de Navarre (1369-1372)                                                                              | - Princesse de la Maison de Valois. Fille de Jean II de France et de Bonne de Luxembourg. - Mère de Charles III de Navarre, de Pierre de Navarre et de Jeanne de Navarre.                                                            |           |
|          | Eléonore de Castille (1363 - 5 mars 1416)         | - Charles III de Navarre (mariage le 27 mai 1375)    | - Dame de Montpellier (1381-1383) - Reine de Navarre (1er janvier 1387 - 5 mars 1416) - Comtesse d’Évreux (1er janvier 1387 - 9 juin 1404) - Duchesse de Nemours (9 juin 1404 - 5 mars 1416) - Lieutenant-général du royaume de Navarre (1397-1398, 1403-1406, 1409-1411) | - Princesse de la Maison de Trastamare. Fille d'Henri II de Castille et de Jeanne Manuel de Villena. - Mère de Jeanne de Navarre, de Blanche Ire de Navarre, de Béatrice de Navarre, d'Isabelle de Navarre et de Charles de Navarre. |           |